# Forsstroemia ravenelii
Forsstroemia ravenelii là một loài Rêu trong họ Leucodontaceae. Loài này được (Austin) Kindb. mô tả khoa học đầu tiên năm 1897.